# Harrier jump jet
Harrier, неофициально называемый Harrier jump jet, представляет собой линейку реактивных штурмовиков, способных выполнять вертикальные/короткие взлёты и посадки (V/STOL). Названный в честь хищной птицы, был первоначально разработан британским производителем Hawker Siddeley в 1960-х годах.

## Описание
Harrier стал единственной по-настоящему успешной авиационной конструкцией V/STOL из многих попыток той эпохи. Был задуман для работы с импровизированных баз, таких как автостоянки или лесные поляны, без необходимости в больших и уязвимых авиабазах. Позже конструкция была адаптирована для использования с авианосцев.